# Schollene
Schollene est une commune allemande de l'arrondissement de Stendal, Land de Saxe-Anhalt.

## Géographie
Schollene se situe entre la Havel et le Land Schollene, une fin de moraine fortement boisée, et le lac. La partie sud du territoire boisé sert de zone d'entraînement militaire.
La commune de Schollene comprend les quartiers de Ferchels, Mahlitz, Molkenberg, Neu-Schollene, Neuwartensleben, Nierow et Schollene.
| Kamern      | Havelberg    | Havelaue |
| Klietz      | Schollene    |          |
| Schönhausen | Milower Land | Rathenow |

Outre l'agriculture, la promotion de la pelose au fond du lac joue également un rôle. La boue thérapeutique est utilisée dans les hôpitaux pour les maladies rhumatismales, les blessures sportives et dans les cosmétiques.

## Histoire
Schollene est mentionné pour la première fois en 948 ; Ferchels en 1369.
Le château date de 1752.

## Personnalités liées à la commune
- Karl von Pritzelwitz (1794–1870), maréchal prussien
- Alkmar von Alvensleben (1874–1946), médecin
- Friedhelm Dauner (né en 1945), prêtre et chanteur

## Source, notes et références
- (de) Cet article est partiellement ou en totalité issu de l’article de Wikipédia en allemand intitulé « Schollene » (voir la liste des auteurs).